# Шаро, Генрик
Генрик (Хенрик) Шаро (настоящие имя и фамилия — Енох Шапиро) (пол. Henryk Szaro; 21 октября 1900, Варшава — 1942, там же) — польский режиссёр, сценарист еврейского происхождения. Один из ведущих творцов эпохи немого кино в Польше.

## Биография
Окончил Саратовскую гимназию, затем — институт инженеров связи в Петрограде и школу при Народном театре. Работал ассистентом у знаменитых режиссёров Вс. Мейерхольда и Н. Н. Арбатова. Позже начал самостоятельную театральную режиссёрскую деятельность.
В 1923 году выехал из России за границу. Поселился в Берлине, где активно сотрудничал с русскими эмигрантскими творческими кругами, в частности, с кабаре «Синяя птица». В 1924 вместе с ним выехал на гастроли в Польшу, где решил остаться навсегда. Жил в Варшаве, сотрудничал с кабаре «Станчик», поставил два одноактных спектакля Николая Евреинова, которые пользовались большим успехом.
В 1925 году дебютировал в кино с фильмом «Один из 36», следующим фильмом стал «Соперники» (1925). С 1930 года снимал звуковое кино. Снял 16 фильмов на польском языке и идиш, был сценаристом, монтажёром.
Генрик Шаро — один из наиболее видных режиссёров межвоенного периода в Польше. В 1927 стал соорганизатором Польского союза кинопроизводителей, а в 1936 — создал Товарищество производителей и техников кино.
Был почётным членом французского союза кинематографистов в Ницце (Union des Artistes Cinematographiques).
После начала Второй мировой войны поселился в Вильно. В 1942 году вернулся в Варшаву. Через несколько месяцев погиб в варшавском гетто. Расстрелян прямо на улице.
Точная дата гибели неизвестна — в апреле-августе 1942 года.

## Избранная фильмография

### Режиссёр
- 1925 — Один из 36
- 1925 — Соперники
- 1926 — Красный паяц
- 1927 — Зов моря
- 1928 — Дикарка
- 1928 — Канун весны
- 1929 — Сильный человек
- 1930 — В Сибирь
- 1932 — Год 1914
- 1933 — История греха
- 1936 — Пан Твардовский
- 1937 — Ординат Михоровский
- 1937 — Обет
- 1937 — Три повесы
- 1939 — Ложь Кристины

### Сценарист
- 1926 — Красный паяц
- 1928 — Дикарка
- 1939 — Ложь Кристины
- 1929 — Сильный человек
- 1930 — В Сибирь
- 1932 — Год 1914